# هارد کندی (لوازم آرایشی)
هارد کندی (انگلیسی: Hard Candy) یک شرکت لوازم آرایشی آمریکایی است که در سال ۱۹۹۵ توسط خواهران ایرانی-آمریکایی دینه مهاجر و پونه مهاجر تأسیس شد.